# Klavdiïevo-Tarassove
Klavdiïevo-Tarassove (ukrainien : Клавдієво-Тарасове, russe : Клавдиево-Тарасово) est une commune urbaine de l'oblast de Kiev, en Ukraine. Elle compte 5 019 habitants en 2021.